# Монтеррей
Монтеррей (ісп. Ciudad de Monterrey Monterreyⓘ), Тлатоантепек (ацт.Tlahtoantepec)  — місто, столиця північно-східного штату Мексики Нуево-Леон і муніципалітет з такою ж назвою.
Також відоме як «Гірське місто» та «Султаниця Півночі» (місто жіночого роду в іспанській мові). Монтеррей — сучасний індустріальний і діловий центр. Це третє за розміром місто країни й центр другої за розміром агломерації після Мехіко. Агломерація Монтеррея має один з найвищих ВВП на душу населення і вважається найбезпечнішим великим містом в Латинській Америці в 2005 році. Місто було назване на честь графині Монтеррей[джерело?] (у свою чергу за містом в Галісії, Іспанія) дружини віце-короля Нової Іспанії Гаспара де Суньіга Асеведо-і-Фонсека, п'ятого графа Монтеррей.

## Географія
Місто Монтеррей розташоване на висоті 540 метрів над рівнем моря в штаті Нуево-Леон на північному сході Мексики. Річка Санта-Катаріна, яка тече із заходу на схід, розділяє місто на північну і південну частину. Більшу частину року річка пересихає на поверхні і тече по підземному руслу. Впадає в річку Сан-Хуан, притоку Ріо-Гранде.
Монтеррей лежить на північ від передгір'я хребта Східна Сьєрра-Мадре. Невеликий пагорб, Серро-дель-Топо і менший Топо-Чіко знаходяться в передмістях Сан-Ніколас-де-лос-Гарса і Ескобедо. На захід від міста піднімається Серро-де-лас-Мітрас (Гора Митр). Гора Серро-де-ла-Сілла (Гора-Сідло) домінує над містом на сході і вважається головним символом Монтеррея.

## Демографія
| Рік                                                            | Населення |
| -------------------------------------------------------------- | --------- |
| 1798                                                           | 7,000     |
| 1833                                                           | 13,645    |
| 1846                                                           | 15,000    |
| 1852                                                           | 13,534    |
| 1862                                                           | 14,534    |
| 1869                                                           | 14,000    |
| 1881                                                           | 40,000    |
| 1890                                                           | 41,700    |
| 1900                                                           | 62,266    |
| 1910                                                           | 78,528    |
| 1921                                                           | 88,479    |
| 1930                                                           | 132,577   |
| 1940                                                           | 206,152   |
| 1950                                                           | 375,040   |
| 1960                                                           | 708,399   |
| 1970                                                           | 1,246,181 |
| 1990                                                           | 2,213,711 |
| 1995                                                           | 2,516,658 |
| 2006                                                           | 3,864,331 |
| 2010                                                           | 4,080,329 |
| 2015                                                           | 4,704,929 |
| * Роки з 1970 по 2010 включають муніципалітети Метро Монтеррей |           |
| References:                                                    |           |

Згідно національного перепису населення INEGI 2010 року, 87,3 % від загальної чисельності населення штату Нуево-Леон проживали в агломерації Монтеррея.
Міська агломерація Монтеррея є третьою за чисельністю в Мексиці з населенням понад 4 мільйона. Вона має у своєму складі такі муніципалітети: Монтеррей, Аподака, Ескобедо, Гарсія, Гвадалупе, Сантьяго, Хуарес, Сан-Ніколас-де-лос-Гарса, Сан-Педро-Гарса-Гарсія, Санта-Катаріна і Салінас-Вікторія.

## Навчальні заклади
- Інститут технології та вищих досліджень (ісп. Instituto Tecnológico y de Estudios Superiores de Monterrey), заснований 1943 року, один з найбільших вишів Мексики,
- Університет Регіомонтана (ісп. Universidad Regiomontana, 1969),
- Університет Монтеррея (ісп. Universidad de Monterrey, 1969),
- Автономний університет штату Нуево-Леон (ісп. Universidad Autónoma de Nuevo León, 1933, у передмісті Сан-Ніколас-де-лос-Гарса),
- Університет Метрополітана де Монтеррей (ісп. Universidad Metropolitana de Monterrey, 1996),
- Північний університет (ісп. Universidad del Norte, 1973),
- Університет Тек Міленіо (ісп. Universidad Tec Milenio, 2002).

## Культура

### Музеї
- Музей історії Мексики
- Метрополітен-музей Монтеррея
- Музей-палац уряду
- Музей сучасного мистецтва
- Музей Північного Сходу
- Музей скла

## Економіка
Монтеррей є важливим промисловим і діловим центром, тут знаходиться безліч мексиканських компаній, у тому числі
Lanix Electronics, Ocresa, CEMEX, Vitro, OXXO, DINA S.A., Cuauhtémoc Moctezuma Brewery, Multigama Internacional, а також офіси і підприємства багатьох міжнаціональних корпорацій, таких як Siemens, Accenture, Ternium, Sony, Toshiba, Carrier, Whirlpool, Samsung, Toyota, Babcock & Wilcox, Daewoo, British American Tobacco, Nokia, Dell, Boeing, HTC, General Electric, Johnson Controls, Gamesa, LG, SAS Institute, Grundfos, Danfoss, Qualfon і Teleperformance.

## Транспорт

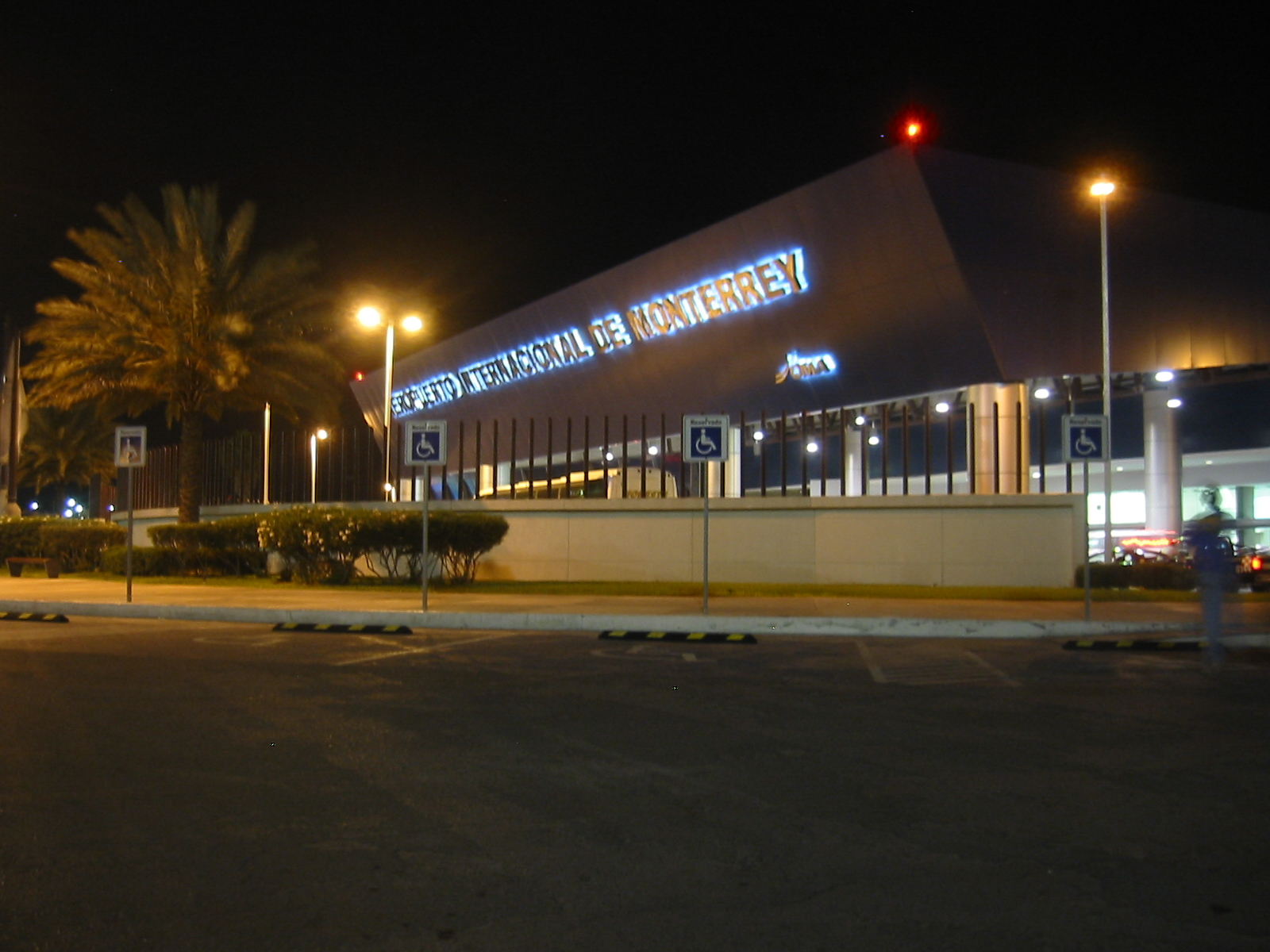
Міжнародний аеропорт імені генерала Маріано Ескобедо

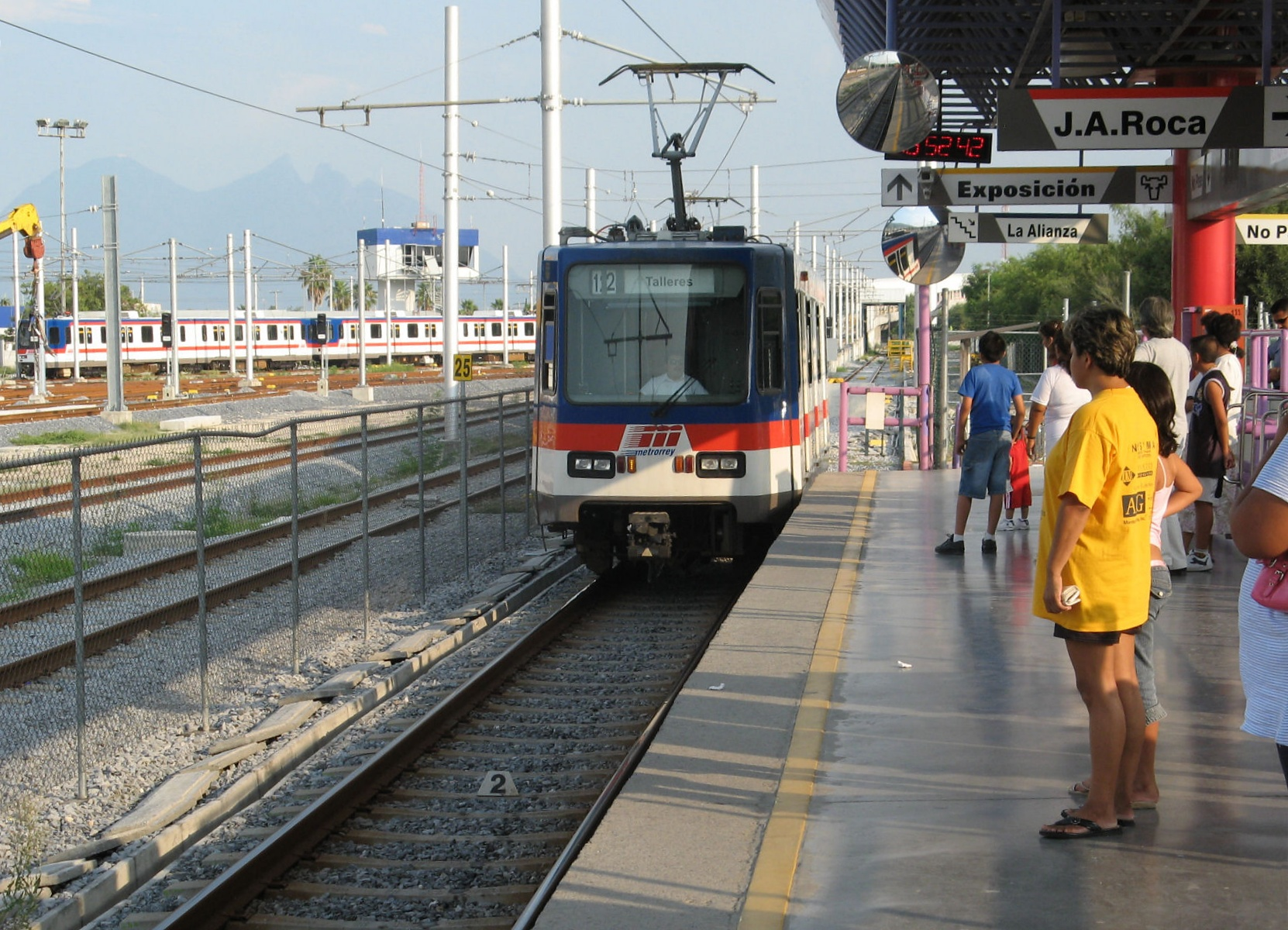
Монтеррейський метрополітен

Монтеррей пов'язаний з кордоном Сполучених Штатів і Мексики, морем і внутрішніми районами Мексики різними автодорогами, включаючи автомагістраль Carretera Nacional (також відома як Панамериканське шосе), яка проходить від Нуево-Ларедо до Мехіко і далі до півдня країни, і автомагістраль Carretera Interoceánica, що з'єднує Матаморос з портом Мазатлан на Тихому океані, місто також перетинають автомагістралі 40, 45, 57. Автомагістраль Монтеррей — Сальтільйо — Матеуала — Мехіко є основним сухопутним коридором у внутрішню частину Мексики. Автобусні маршрути пов'язують місто як з найближчими містами, так і з містами в інших штатах, а також з США.
Монтеррей є важливим залізничним транспортним вузлом, вантажні лінії Нуево-Ларедо — Мехіко, Монтеррей — Тампіко і Монтеррей — Мазатлан пов'язують місто зі столицею, Мексиканською затокою і Тихим океаном.
Місто обслуговують два міжнародні аеропорти: міжнародний аеропорт імені генерала Маріано Ескобедо з пасажирообігом більше ніж 6,5 мільйона пасажирів у 2007 році, який обслуговується великими міжнародними перевізниками, і міжнародний аеропорт Дель-Норте, обслуговуючий переважно приватні літаки.
Монтеррей пов'язаний безпосадковими рейсами з багатьма мексиканськими містами і з ключовими центрами Сполучених Штатів, у тому числі з такими як Атланта, Чикаго (аеропорт О'Хара), Даллас (аеропорт Даллас/Форт-Верт), Детройт, Х'юстон, Нью-Йорк (аеропорт Джона Кеннеді) і Лас-Вегас). Монтеррей є другим за важливістю містом для діючих маршрутів Aeroméxico.
П'ять авіакомпаній мають свої оперативні бази і штаб-квартири в Монтерреї: Volaris, Aeroméxico Connect, VivaAerobus і Magnicharters. Маршрутів громадського транспорту від міжнародного аеропорту до міста немає. Однак картель служб таксі пов'язує аеропорт з містом, вартість поїздки в один кінець близько 20 доларів США.
У місті діють система швидкісного рейкового транспорту Metrorrey, яка на початку 2019 має 2 лінії і 32 станції, та система швидкісних автобусів Ecovia.

## Спорт
У Монтерреї базуються дві футбольні команди Прімера Дивізіону Мексики: ФК Монтеррей (домашня арена — Естадіо ББВА Банкомер) та УАНЛ Тигрес (домашня арена — Естадіо Універсітаріо).

## Клімат
Клімат міста семіаридний (BSh за класифікацією кліматів Кеппена). Монтеррей — одне з найтепліших великих міст у Мексиці. Літо зазвичай спекотне, весна та осінь помірні, зима м'яка, температура рідко опускається нижче нуля. Середній максимум у серпні становить 35 °C, а середній мінімум 23 °C. Середній максимум у січні становить 21 °C, а середній мінімум становить 8 °C. Опадів мало, особливо взимку, більша їх частина зазвичай випадає в травні-вересні.
З 30 червня по 2 липня 2010 року, коли Монтеррей опинився у владі урагану «Алекс», за 72 години випало понад 584 міліметрів опадів, тобто річна норма. Потоки води руйнували будинки, проспекти, автомагістралі і інфраструктуру міста, число загиблих внаслідок урагану склало близько 20 осіб.
| Клімат Монтеррея (1951–2010)                                                      | Клімат Монтеррея (1951–2010) | Клімат Монтеррея (1951–2010) | Клімат Монтеррея (1951–2010) | Клімат Монтеррея (1951–2010) | Клімат Монтеррея (1951–2010) | Клімат Монтеррея (1951–2010) | Клімат Монтеррея (1951–2010) | Клімат Монтеррея (1951–2010) | Клімат Монтеррея (1951–2010) | Клімат Монтеррея (1951–2010) | Клімат Монтеррея (1951–2010) | Клімат Монтеррея (1951–2010) | Клімат Монтеррея (1951–2010) |
| Показник                                                                          | Січ.                         | Лют.                         | Бер.                         | Квіт.                        | Трав.                        | Черв.                        | Лип.                         | Серп.                        | Вер.                         | Жовт.                        | Лист.                        | Груд.                        | Рік                          |
| Абсолютний максимум, °C                                                           | 38,0                         | 39,5                         | 43,0                         | 48,0                         | 46,0                         | 45,0                         | 41,5                         | 42,5                         | 41,0                         | 39,0                         | 39,0                         | 39,0                         | 48,0                         |
| Середній максимум, °C                                                             | 20,7                         | 23,2                         | 26,9                         | 30,0                         | 32,2                         | 33,8                         | 34,8                         | 34,5                         | 31,5                         | 27,6                         | 24,1                         | 21,2                         | 28,4                         |
| Середня температура, °C                                                           | 14,4                         | 16,6                         | 20,0                         | 23,4                         | 26,2                         | 27,9                         | 28,6                         | 28,5                         | 26,2                         | 22,4                         | 18,4                         | 15,1                         | 22,3                         |
| Середній мінімум, °C                                                              | 8,2                          | 10,0                         | 13,2                         | 16,7                         | 20,2                         | 22,0                         | 22,3                         | 22,5                         | 20,9                         | 17,2                         | 12,7                         | 9,1                          | 16,3                         |
| Абсолютний мінімум, °C                                                            | −7                           | −7                           | −1                           | 5,0                          | 8,0                          | 11,5                         | 11,0                         | 12,2                         | 2,0                          | 2,0                          | −5                           | −7,5                         | −7,5                         |
| Середня кількість сонячних годин на місяць                                        | 142                          | 154                          | 195                          | 193                          | 192                          | 206                          | 249                          | 242                          | 200                          | 170                          | 163                          | 133                          | 2239                         |
| Норма опадів, мм                                                                  | 16.6                         | 16.5                         | 19.9                         | 29.7                         | 52.3                         | 68.4                         | 43.0                         | 81.6                         | 150.6                        | 75.1                         | 23.0                         | 14.1                         | 590.8                        |
| Днів з опадами                                                                    | 4,2                          | 3,8                          | 3,4                          | 4,5                          | 5,7                          | 5,6                          | 3,9                          | 6,4                          | 8,2                          | 6,5                          | 4,1                          | 3,4                          | 59,7                         |
| Днів зі снігом                                                                    | 0,03                         | 0,0                          | 0,0                          | 0,0                          | 0,0                          | 0,0                          | 0,0                          | 0,0                          | 0,0                          | 0,0                          | 0,0                          | 0,0                          | 0,03                         |
| Вологість повітря, %                                                              | 67                           | 64                           | 58                           | 61                           | 66                           | 66                           | 63                           | 63                           | 69                           | 71                           | 68                           | 69                           | 65                           |
| --------------------------------------------------------------------------------- | ---------------------------- | ---------------------------- | ---------------------------- | ---------------------------- | ---------------------------- | ---------------------------- | ---------------------------- | ---------------------------- | ---------------------------- | ---------------------------- | ---------------------------- | ---------------------------- | ---------------------------- |
| Джерело: Servicio Meteorológico Nacional (extremes 1929–2010, humidity 1981–2000) |                              |                              |                              |                              |                              |                              |                              |                              |                              |                              |                              |                              |                              |

## Уродженці
- Алісія Вільярреаль (* 1971) — мексиканська співачка.
- Хайме Гарса (1954—2021) — мексиканський актор.
- Прісціла Пералес (* 1983) — мексиканська актриса та модель.
- Урсула Софія Реєс Піньєро (*1995) — мексиканська співачка, актриса, більш відома як Софія Реєс.

## Галерея

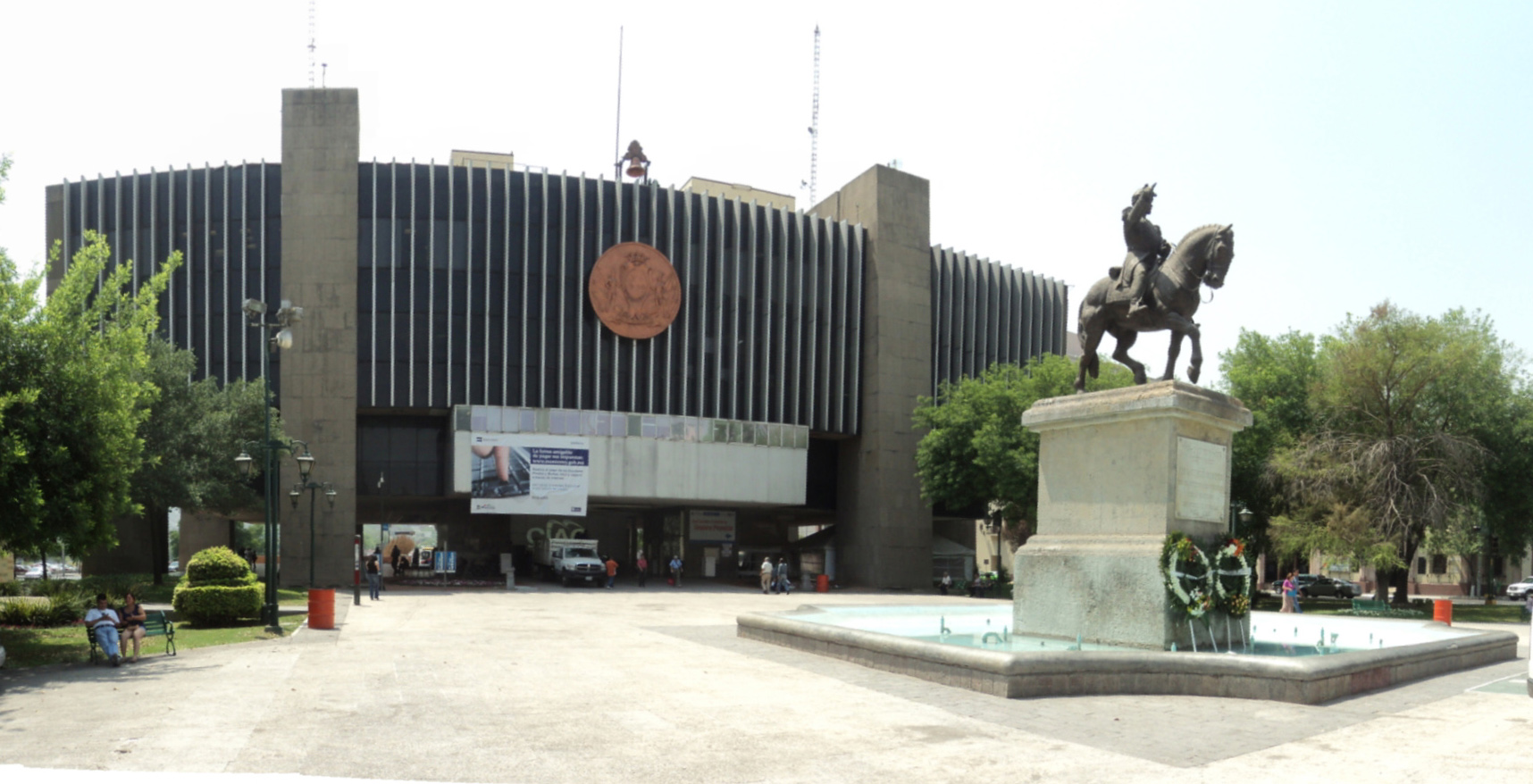
Ратуша Монтеррея
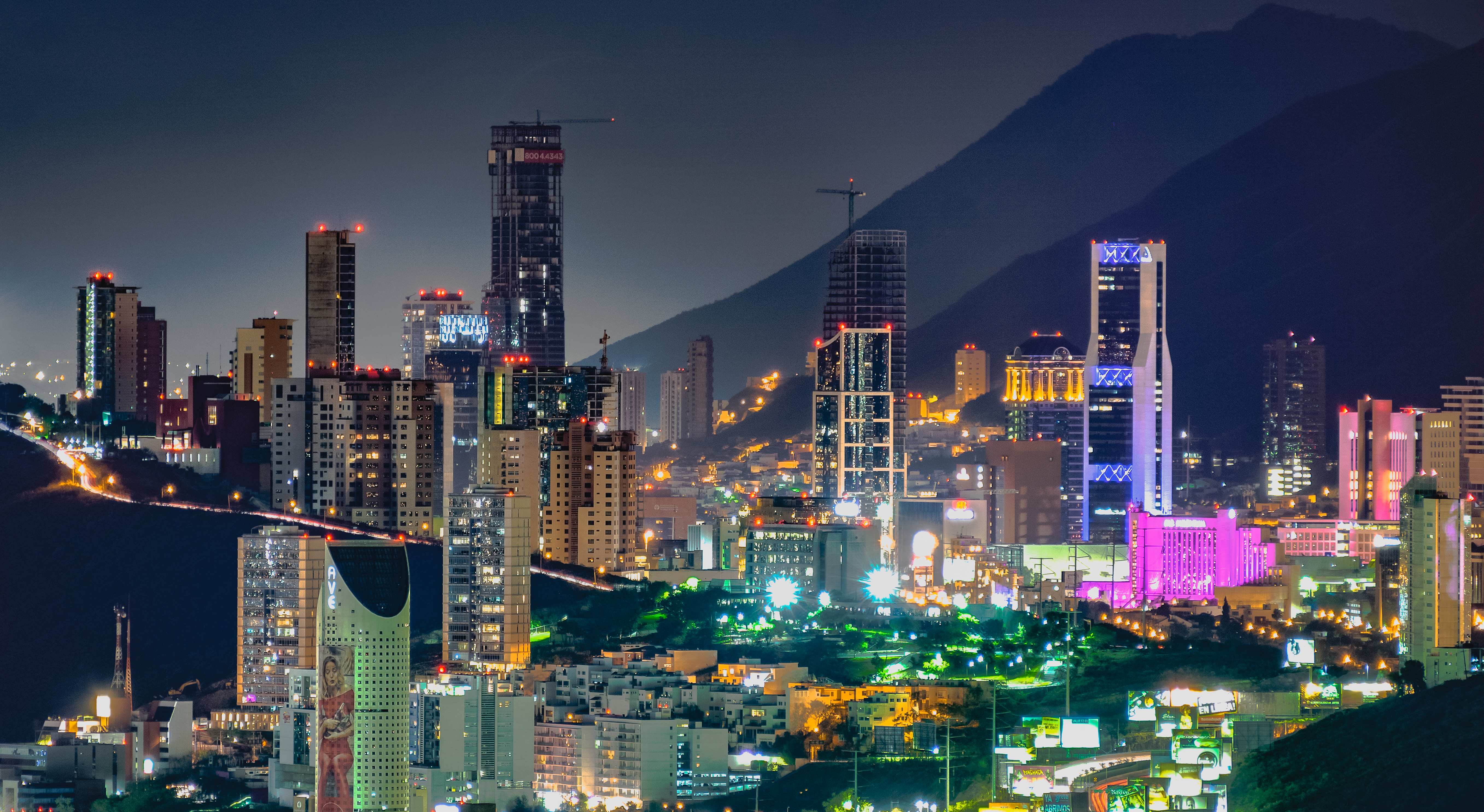
Діловий район міста вночі
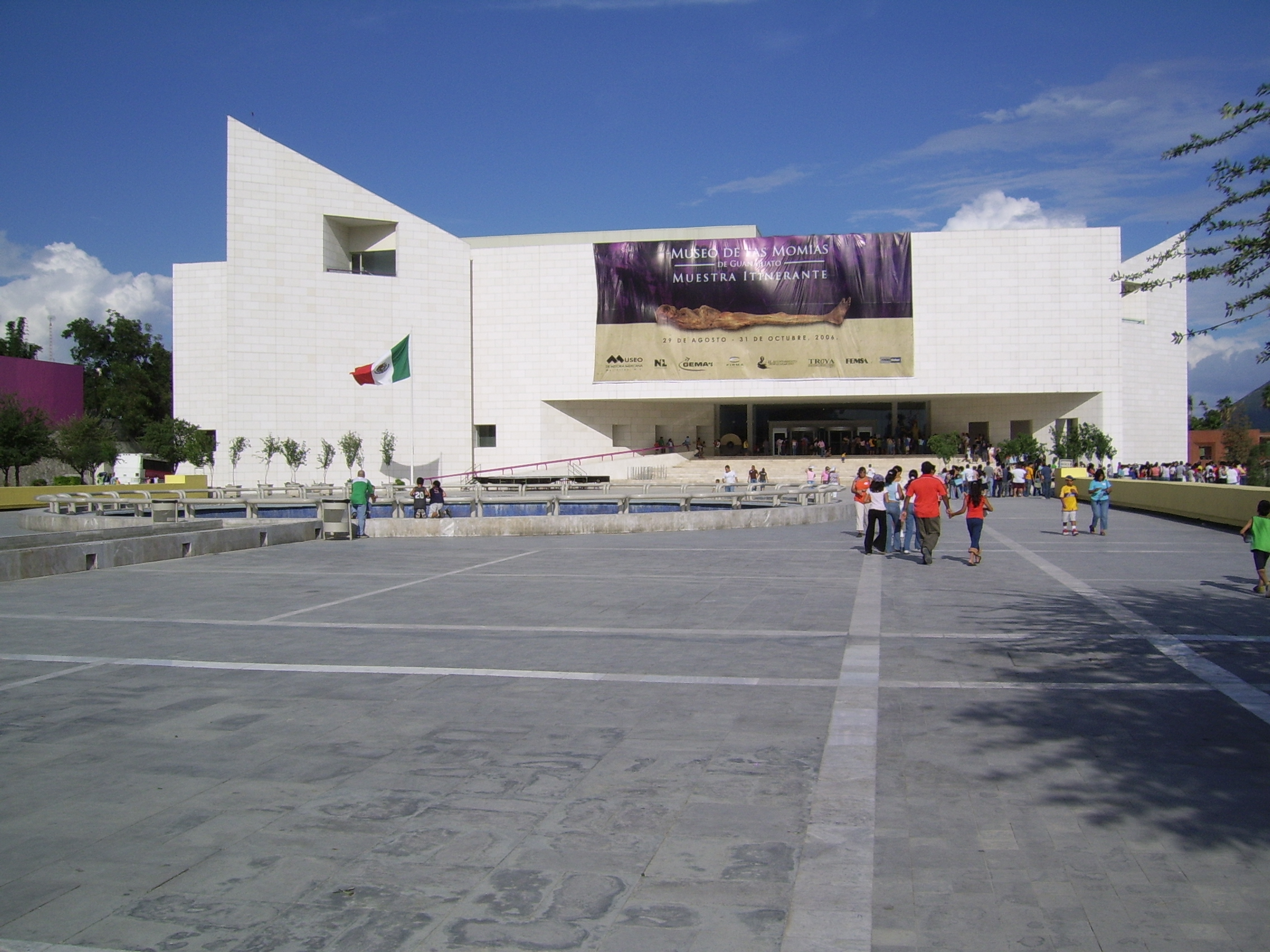
Музей історії Мексики
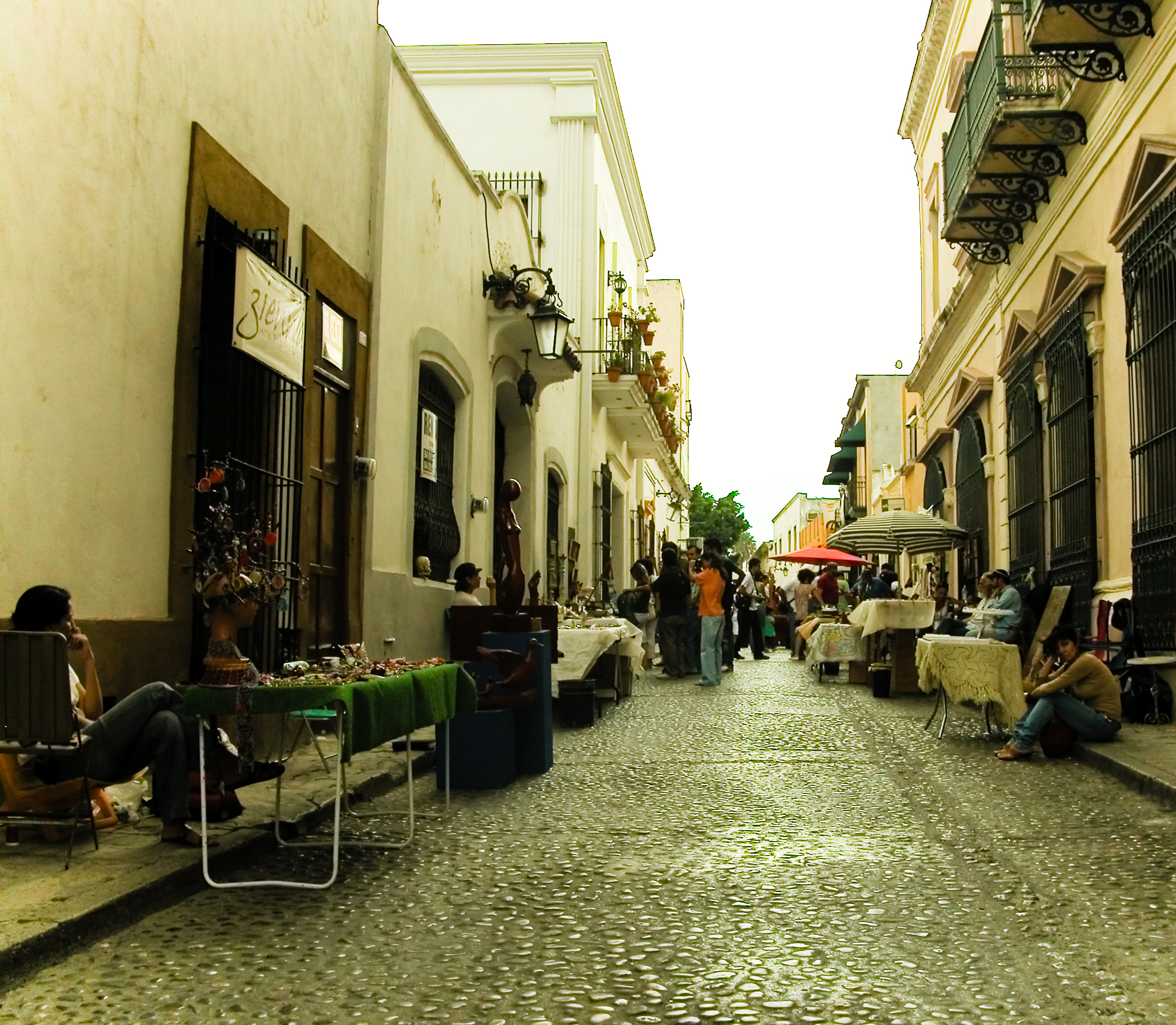
Старий квартал Монтеррея
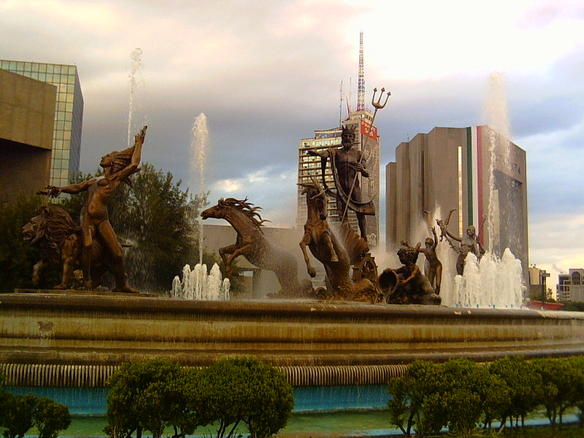
Фонтан Нептуна на площі Макроплаза
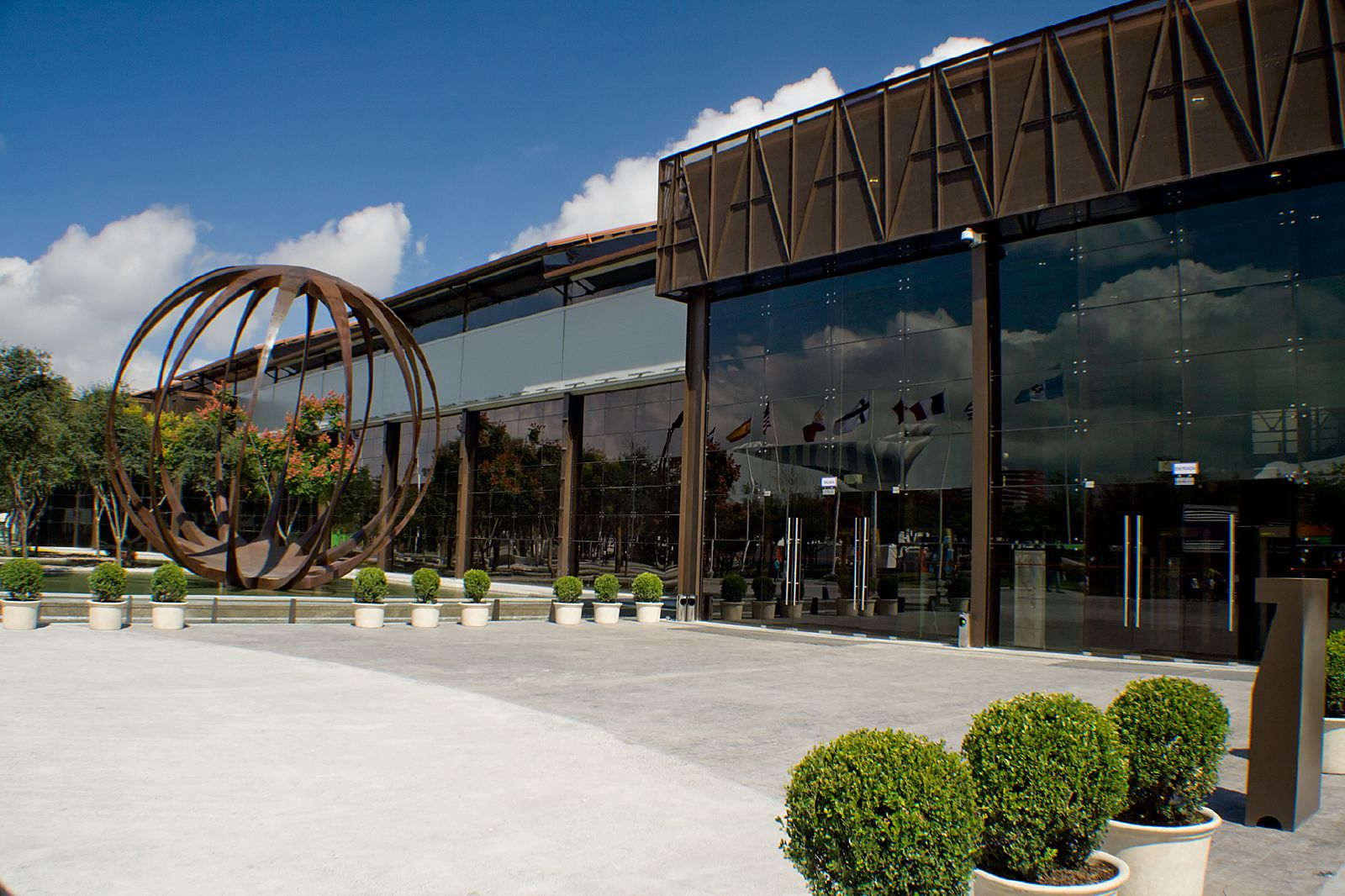
Експоцентр у Парку Фундідора